# Кубок Чернігівської області з футболу 1984
Кубок Чернігівської області з футболу 1984 — 40-й розіграш Кубка Чернігівської області з футболу.
На всіх етапах турніру зустрічі команд складаються з одного матчу.

## Учасники
В цьому розіграші Кубку узяли участь 21 команда.
| - «Агат» (Городня) - команда Бахмацького району - команда Варвинського району - команда Ічнянського району - «Комунальник» (Чернігів) - команда Корюківського району - команда Куликівського руйону - команда Менського району - команда Ніжинського району - команда Носівського району - команда міста Прилуки - команда Прилуцького району - «Прогрес» (Ніжин) - команда Ріпкінського району - команда Семенівського району - команда Сосницького району - команда Срібнянського району - команда Талалаївського району - «Текстильник» (Чернігів) - команда Чернігівського району - команда Щорського району |

## 1/16 фіналу
| Команда 1             | Команда 2              | Рахунок |
| --------------------- | ---------------------- | ------- |
| к. Семенівського р-ну | к. Корюківського р-ну  | 0:6     |
| к. Ічнянського р-ну   | к. Бахмацького р-ну    | 2:0     |
| «Агат»                | «Текстильник»          | 0:2     |
| к. Срібнянського р-ну | к. Талалаївського р-ну | 4:1     |
| к. Варвинського р-ну  | к. Прилуцького р-ну    | 0:2     |

## 1/8 фіналу
| Команда 1             | Команда 2              | Рахунок        |
| --------------------- | ---------------------- | -------------- |
| к. м. Прилуки         | к. Ніжинського р-ну    | 2:2 (пен. 5:4) |
| к. Срібнянського р-ну | к. Корюківського р-ну  | +:-            |
| к. Ріпкінського р-ну  | «Комунальник»          | 0:2            |
| к. Сосницького р-ну   | к. Менського р-ну      | 1:0            |
| «Прогрес»             | к. Носівського р-ну    | 2:0            |
| к. Прилуцького р-ну   | к. Ічнянського р-ну    | 3:2            |
| «Текстильник»         | к. Куликівського р-ну  | 5:1            |
| к. Щорського р-ну     | к. Чернігівського р-ну | 2:4            |

## 1/4 фіналу
| Команда 1              | Команда 2     | Рахунок |
| ---------------------- | ------------- | ------- |
| к. Сосницького р-ну    | «Комунальник» | 2:7     |
| к. Срібнянського р-ну  | «Прогрес»     | 0:3     |
| к. Прилуцького р-ну    | «Текстильник» | 0:1     |
| к. Чернігівського р-ну | к. м. Прилуки | 2:6     |

## 1/2 фіналу
| Команда 1     | Команда 2     | Рахунок |
| ------------- | ------------- | ------- |
| «Комунальник» | «Прогрес»     | 1:0     |
| к. м. Прилуки | «Текстильник» | 0:1     |

## Фінал
| Команда 1     | Команда 2     | Рахунок |
| ------------- | ------------- | ------- |
| «Текстильник» | «Комунальник» | 1:0     |